# Francesco Cantucci
Francesco Cantucci, detto Perugino (Perugia, XVI secolo – Loreto, 26 novembre 1586) è stato un vescovo cattolico italiano, primo vescovo della Santa Casa di Loreto nelle Marche di Ancona nel 1586.

## Biografia
Francesco Cantucci è molto probabilmente nato a Perugia in Umbria. Esercitò parte della sua prelatura a San Severino Marche nelle Marche di Ancona. 

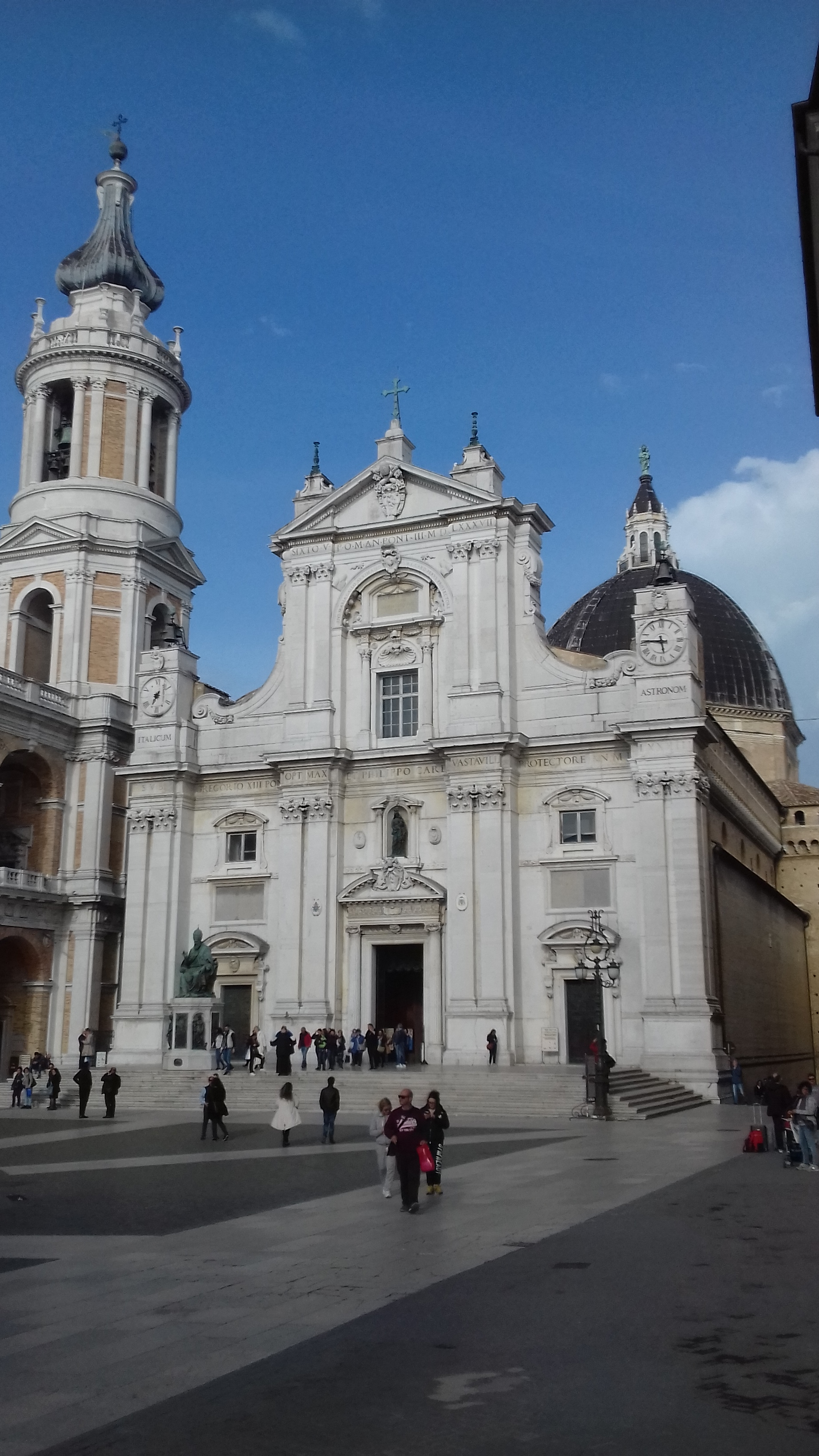
Basilica della Santa Casa di Loreto

Il 23 marzo 1586, Francesco Cantucci fu nominato da Sisto V, anch'egli della Marca d'Ancona, primo vescovo di Loreto.
In quella data del 1586, Loreto fu elevata al rango di città, la chiesa dell'originaria Santa Casa della Vergine Maria, fu elevata al rango di cattedrale a cui Sisto V conferì la laurea magistrale. Le chiese di Loreto e Recanati furono unificate. Loreto non ebbe vescovo fino al 1586, mentre Recanati ne aveva già avuti trentaquattro.
Il 30 marzo 1586, Francesco Cantucci fu consacrato vescovo da Decio Azzolini (seniore), vescovo di Cervia.
Fu anche il primo vescovo di Loreto, fino alla sua morte, avvenuta il 26 novembre 1586. Rimase quindi vescovo solo pochi mesi prima di essere sostituito da Rutilio Benzoni fino al 1613.
Non ebbe il tempo, e questo per alcuni mesi, di inaugurare il completamento da parte di Francesco Boccalini della facciata della basilica della Santa Casa di Loreto, la stessa inizialmente progettata da Donato Bramante.
Il corpo del primo vescovo di Loreto è stato ritrovato nel santuario, disseccato ma intatto.
La Santa Casa di Loreto aveva un busto in marmo bianco del vescovo che fu trafugato nel 1797 dalle truppe napoleoniche. L'attuale cappella nuziale (cappella dello sposalizio) della Basilica di Loreto portava un tempo il suo nome.

## Genealogia episcopale
La genealogia episcopale è:
- Cardinale Scipione Rebiba
- Cardinale Giulio Antonio Santori
- Cardinale Enrico Caetani
- Cardinale Decio Azzolino
- Vescovo Francesco Cantucci